# ISO 3166-2:RU
ISO 3166-2:RU is een ISO-standaard met betrekking tot de zogenaamde geocodes. Het is een subset van de ISO 3166-2 tabel, die specifiek betrekking heeft op Rusland.
De gegevens werden tot op 26 november 2018 geüpdatet op het ISO Online Browsing Platform (OBP). Hier worden gedefinieerd:
- 46 bestuurlijke regio's - administrative region (en) / région administrative (fr) / oblast' (ru) –
- 4 autonome districten - autonomous district (en) / district autonome (fr) / avtonomnyy okrug (ru) –
- 2 autonome steden - autonomous city (en) / ville autonome (fr) / avtonomnyy gorod (ru) –
- 1 autonome oblast - autonomous region (en) / région autonome (fr) / avtonomnaya oblast' (ru) –
- 9 administratieve territoriums - administrative territory (en) / territoire administratif (fr) / kray (ru) –
- 21 republieken - republic (en) / république (fr) / respublika (ru) -.

Volgens de eerste set, ISO 3166-1, staat RU voor Rusland, het tweede gedeelte is een tweeletterige code voor de republieken of een drieletterige code voor de andere deelgebieden.

## Codes
| Code   | Russische naam romanisatie volgens GOST | Nederlandse naam             | Categorie               |
| ------ | --------------------------------------- | ---------------------------- | ----------------------- |
| RU-AD  | Adygeja, Respublika                     | Adygea                       | republiek               |
| RU-AL  | Altaj, Respublika                       | Altaj                        | republiek               |
| RU-BA  | Baškortostan, Respublika                | Basjkirostan / Basjkortostan | republiek               |
| RU-BU  | Burjatija, Respublika                   | Boerjatië                    | republiek               |
| RU-CE  | Čečenskaja Respublika                   | Tsjetsjenië                  | republiek               |
| RU-CU  | Čuvašskaja Respublika                   | Tsjoevasjië                  | republiek               |
| RU-DA  | Dagestan, Respublika                    | Dagestan                     | republiek               |
| RU-IN  | Ingušskaja Respublika                   | Ingoesjetië                  | republiek               |
| RU-KB  | Kabardino-Balkarskaja Respublika        | Kabardië-Balkarië            | republiek               |
| RU-KL  | Kalmykija, Respublika                   | Kalmukkië / Kalmoekië        | republiek               |
| RU-KC  | Karačajevo-Čerkesskaja Respublika       | Karatsjaj-Tsjerkessië        | republiek               |
| RU-KR  | Karelija, Respublika                    | Karelië                      | republiek               |
| RU-KK  | Hakasija, Respublika                    | Chakassië                    | republiek               |
| RU-KO  | Komi, Respublika                        | Komi                         | republiek               |
| RU-ME  | Marij Èl, Respublika                    | Mari El                      | republiek               |
| RU-MO  | Mordovija, Respublika                   | Mordovië                     | republiek               |
| RU-SA  | Saha, Respublika                        | Jakoetië / Republiek Sacha   | republiek               |
| RU-SE  | Severnaja Osetija, Respublika           | Noord-Ossetië / Alanië       | republiek               |
| RU-TA  | Tatarstan, Respublika                   | Tatarije / Tatarstan         | republiek               |
| RU-TY  | Tyva, Respublika                        | Tuva / Toeva / Tyva          | republiek               |
| RU-UD  | Udmurtskaja Respublika                  | Oedmoertië                   | republiek               |
| RU-ALT | Altajskij kraj                          | Altaj                        | bestuurlijk territorium |
| RU-KAM | Kamčatskij kraj                         | Kamtsjatka                   | bestuurlijk territorium |
| RU-KHA | Habarovskij kraj                        | Chabarovsk                   | bestuurlijk territorium |
| RU-KDA | Krasnodarskij kraj                      | Krasnodar                    | bestuurlijk territorium |
| RU-KYA | Krasnojarskij kraj                      | Krasnojarsk                  | bestuurlijk territorium |
| RU-PER | Permskij kraj                           | Perm                         | bestuurlijk territorium |
| RU-PRI | Primorskij kraj                         | Primorje                     | bestuurlijk territorium |
| RU-STA | Stavropol'skij kraj                     | Stavropol                    | bestuurlijk territorium |
| RU-ZAB | Zabajkal'skij kraj                      | Transbaikal                  | bestuurlijk territorium |
| RU-AMU | Amurskaja oblast'                       | Amoer                        | bestuurlijke regio      |
| RU-ARK | Arhangel'skaja oblast'                  | Archangelsk                  | bestuurlijke regio      |
| RU-AST | Astrahanskaja oblast'                   | Astrachan                    | bestuurlijke regio      |
| RU-BEL | Belgorodskaja oblast'                   | Belgorod                     | bestuurlijke regio      |
| RU-BRY | Brjanskaja oblast'                      | Brjansk                      | bestuurlijke regio      |
| RU-CHE | Čeljabinskaja oblast'                   | Tsjeljabinsk                 | bestuurlijke regio      |
| RU-IRK | Irkutskaja oblast'                      | Irkoetsk                     | bestuurlijke regio      |
| RU-IVA | Ivanovskaja oblast'                     | Ivanovo                      | bestuurlijke regio      |
| RU-KGD | Kaliningradskaja oblast'                | Kaliningrad                  | bestuurlijke regio      |
| RU-KLU | Kalužskaja oblast'                      | Kaloega                      | bestuurlijke regio      |
| RU-KEM | Kemerovskaja oblast'                    | Kemerovo                     | bestuurlijke regio      |
| RU-KIR | Kirovskaja oblast'                      | Kirov                        | bestuurlijke regio      |
| RU-KOS | Kostromskaja oblast'                    | Kostroma                     | bestuurlijke regio      |
| RU-KGN | Kurganskaja oblast'                     | Koergan                      | bestuurlijke regio      |
| RU-KRS | Kurskaja oblast'                        | Koersk                       | bestuurlijke regio      |
| RU-LEN | Leningradskaja oblast'                  | Leningrad                    | bestuurlijke regio      |
| RU-LIP | Lipetskaja oblast'                      | Lipetsk                      | bestuurlijke regio      |
| RU-MAG | Magadanskaja oblast'                    | Magadan                      | bestuurlijke regio      |
| RU-MOS | Moskovskaja oblast'                     | Moskou                       | bestuurlijke regio      |
| RU-MUR | Murmanskaja oblast'                     | Moermansk                    | bestuurlijke regio      |
| RU-NIZ | Nižegorodskaja oblast'                  | Nizjni Novgorod              | bestuurlijke regio      |
| RU-NGR | Novgorodskaja oblast'                   | Novgorod                     | bestuurlijke regio      |
| RU-NVS | Novosibirskaja oblast'                  | Novosibirsk                  | bestuurlijke regio      |
| RU-OMS | Omskaja oblast'                         | Omsk                         | bestuurlijke regio      |
| RU-ORE | Orenburgskaja oblast'                   | Orenburg                     | bestuurlijke regio      |
| RU-ORL | Orlovskaja oblast'                      | Orjo                         | bestuurlijke regio      |
| RU-PNZ | Penzenskaja oblast'                     | Penza                        | bestuurlijke regio      |
| RU-PSK | Pskovskaja oblast'                      | Pskov                        | bestuurlijke regio      |
| RU-ROS | Rostovskaja oblast'                     | Rostov                       | bestuurlijke regio      |
| RU-RYA | Rjazanskaja oblast'                     | Rjazan                       | bestuurlijke regio      |
| RU-SAK | Sahalinskaja oblast'                    | Sachalin                     | bestuurlijke regio      |
| RU-SAM | Samarskaja oblast'                      | Samara                       | bestuurlijke regio      |
| RU-SAR | Saratovskaja oblast'                    | Saratov                      | bestuurlijke regio      |
| RU-SMO | Smolenskaja oblast'                     | Smolensk                     | bestuurlijke regio      |
| RU-SVE | Sverdlovskaja oblast'                   | Sverdlovsk                   | bestuurlijke regio      |
| RU-TAM | Tambovskaja oblast'                     | Tambov                       | bestuurlijke regio      |
| RU-TOM | Tomskaja oblast'                        | Tomsk                        | bestuurlijke regio      |
| RU-TUL | Tul'skaja oblast'                       | Toela                        | bestuurlijke regio      |
| RU-TVE | Tverskaja oblast'                       | Tver                         | bestuurlijke regio      |
| RU-TYU | Tjumenskaja oblast'                     | Tjoemen                      | bestuurlijke regio      |
| RU-ULY | Ul'janovskaja oblast'                   | Oeljanovsk                   | bestuurlijke regio      |
| RU-VLA | Vladimirskaja oblast'                   | Vladimir                     | bestuurlijke regio      |
| RU-VGG | Volgogradskaja oblast'                  | Wolgograd                    | bestuurlijke regio      |
| RU-VLG | Vologodskaja oblast'                    | Vologda                      | bestuurlijke regio      |
| RU-VOR | Voronežskaja oblast'                    | Voronezj                     | bestuurlijke regio      |
| RU-YAR | Jaroslavskaja oblast'                   | Jaroslavl                    | bestuurlijke regio      |
| RU-MOW | Moskva                                  | Moskou                       | autonome stad           |
| RU-SPE | Sankt-Peterburg                         | Sint-Petersburg              | autonome stad           |
| RU-YEV | Evrejskaja avtonomnaja oblast'          | Joodse autonome oblast       | autonome regio          |
| RU-CHU | Čukotskij avtonomnyj okrug              | Tsjoekotka                   | autonoom district       |
| RU-KHM | Hanty-Mansijskij avtonomnyj okrug       | Chanto-Mansië                | autonoom district       |
| RU-NEN | Nenetskij avtonomnyj okrug              | Nenetsië                     | autonoom district       |
| RU-YAN | Jamalo-Nenetskij avtonomnyj okrug       | Jamalië                      | autonoom district       |